# 智利国会图书馆
智利国会图书馆（西班牙語： Biblioteca del Congreso Nacional de Chile, BCN ）是位于智利圣地亚哥市的一处图书馆。该图书馆是智利参议院和众议院的资讯集中地。 图书馆为每名智利议员提供社会科学，法律，立法，法律历史以及智利的社会，经济，政治和文化发展方面的建议和参考资料。
现任馆长是历史教师曼努埃尔·阿方索·佩雷斯·奎尼兹。

## 场馆布置

### 皇家法院和领事馆
容纳第一届国民代表大会的建筑物是奥迪亚西亚修建的，当时此建筑已无人管理。该建筑位于圣地亚哥市国家军械库广场（今国家历史博物馆）的北侧，于1808年由胡安·何塞·德·古柯莱设计，并由智利总督路易斯·穆尼奥斯·德古兹曼主持施工。
建立国民代表大会的时间十分仓促，当时已经开始修改设计并进行装修。在圣地亚哥，不少民众也参加了筹备工作，并与当局一起为该大会将要进行的工作祈祷，以求成功。
在国会成立当天，建筑上装有特殊的人物和横幅，并在大教堂里举行了宗教仪式。宗教仪式结束后，代表们就位于曾为皇家法院服务的办公室里，他们在席位上聆听胡安·马丁内斯·德·罗扎斯和胡安·安东尼奥·奥瓦尔的讲话。
国会成立后，当局下令将市中心保持照明三晚，并发射烟花。第二天，即7月5日，星期五，国会举行了首届常会。

### 领事馆
1811年12月2日，何塞·米格尔·卡雷拉（西班牙語：JoséMiguel Carrera）解散国民大会，该部分于1812年恢复运营，并于1812年11月10日在既有领事馆大楼启用。 此建筑于1807年启用，占据了班德拉和康帕尼亚街道的一角，面向同名教堂的外墙。 从此，该建筑物成为智利的立法机构办公区域，1812年和1824年的参议院以及1828年的国会都设于此。此外，它还曾是组成第一届政府委员会的公开部门之总部，1925年，随着奥希金斯退位和国家图书馆总部都被撤下，为后来的皇家法院腾出空间。